# Grande (rzeka w Argentynie)
Grande (hiszp. Río Grande) – rzeka w Argentynie. Ma 129 km długości. Wypływa w Andach, w pobliżu szczytu Planchón, w prowincji Mendoza. Płynie w kierunku południowo-wschodnim, łączy się z rzeką Barrancas, tworząc rzekę Colorado. Rzeka charakteryzuje się znacznym spadkiem (od 4600 m n.p.m. do 835 m n.p.m.), co w połączeniu z warunkami geologicznymi i topograficznymi stwarza duży potencjał do produkcji energii wodnej.